# 253 (số)
253 (hai trăm năm mươi ba) là một số tự nhiên ngay sau 252 và ngay trước 254.